# Бонаркадо
Бонаркадо (итал. Bonarcado) је насеље у Италији у округу Ористано, региону Сардинија.
Према процени из 2011. у насељу је живело 1623 становника. Насеље се налази на надморској висини од 266 м.

## Становништво
| 1931. | 1936. | 1951. | 1961. | 1971. | 1981. | 1991. | 2001. | 2011. |
| ----- | ----- | ----- | ----- | ----- | ----- | ----- | ----- | ----- |
| 1.504 | 1.638 | 1.833 | 1.843 | 1.896 | 1.677 | 1.762 | 1.702 | 1.627 |